# Moorpark
Moorpark és una població dels Estats Units a l'estat de Califòrnia. Segons el cens del 2000 tenia 32.978 habitants.

## Demografia
Segons el cens del 2000, Moorpark tenia 31.416 habitants, 8.994 habitatges, i 7.698 famílies. La densitat de població era de 637,7 habitants/km².
Dels 8.994 habitatges en un 54,7% hi vivien nens de menys de 18 anys, en un 72% hi vivien parelles casades, en un 9,7% dones solteres, i en un 14,4% no eren unitats familiars. En el 9,9% dels habitatges hi vivien persones soles el 2,2% de les quals corresponia a persones de 65 anys o més que vivien soles. El nombre mitjà de persones vivint en cada habitatge era de 3,49 i el nombre mitjà de persones que vivien en cada família era de 3,71.
Per edats la població es repartia de la següent manera: un 34,2% tenia menys de 18 anys, un 8,6% entre 18 i 24, un 32,3% entre 25 i 44, un 20,4% de 45 a 60 i un 4,5% 65 anys o més.
L'edat mediana era de 32 anys. Per cada 100 dones de 18 o més anys hi havia 98,1 homes.
La renda mediana per habitatge era de 76.642 $ i la renda mediana per família de 78.909 $. Els homes tenien una renda mediana de 55.535 $ mentre que les dones 35.790 $. La renda per capita de la població era de 25.383 $. Entorn del 4,3% de les famílies i el 7% de la població estaven per davall del llindar de pobresa.

## Poblacions més properes
El següent diagrama mostra les poblacions més properes.